# Adair Crawford
Adair Crawford (Belfast, 1748 — julho de 1795) foi um químico irlandês.
Responsável pela descoberta do elemento químico estrôncio em 1790, juntamente com William Cruickshank. Humphry Davy posteriormente isolou o metal estrôncio puro pelo processo de eletrólise.

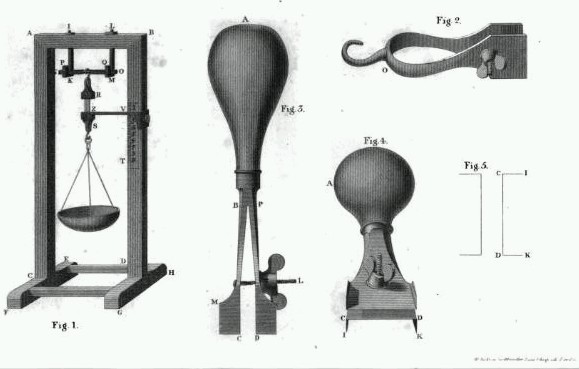
Desenho de alguns instrumentos usados por Adair Crawford

Crawford  foi o pioneiro no ramo da calorimetria, que influenciou Alessandro Volta.